# Lorena Abicht
Lorena Abicht (Hamburgo, Alemania, 12 de julio de 1994) es una deportista austríaca que compite en vela en la clase 49er FX. Ganó una medalla de plata en el Campeonato Mundial de 49er de 2018.

## Palmarés internacional
| \| Campeonato Mundial \| Campeonato Mundial \| Campeonato Mundial \| Campeonato Mundial \| \| Año \| Lugar \| Medalla \| Clase \| \| ------------------ \| ------------------ \| ------------------ \| ------------------ \| \| 2018 \| Aarhus (Dinamarca) \| Medalla de plata \| 49er FX \| |                    |                  |         |
| Campeonato Mundial |                    |                  |         |
| Año | Lugar              | Medalla          | Clase   |
| 2018 | Aarhus (Dinamarca) | Medalla de plata | 49er FX |